# 김학철 (외교관)
김학철(金学哲, ?~)은 조선민주주의인민공화국의 군인 출신 외교관, 정치인이다.
1968년에 콩고 주재 대사관에 근무했으며, 2009년에는 제12대 최고인민회의 대의원으로 선출되었다. 2013년부터는 리문규의 후임으로 페루 주재 대사를 맡았지만, 2017년에 페루가 조선민주주의인민공화국의 6차 핵실험에 항의하며 그를 외교적 기피인물로 지정하고 출국 명령을 내렸다.